# Hendrik Anchemant
Hendrik Anchemant (Brugge, ca. 1585 - 7 april 1643), ook Hancheman of Hansman, was burgemeester van de schepenen in Brugge.

## Levensloop
De Anchemants behoorden tot een familie die vanaf de vijftiende eeuw voorkwam als bestuurder in het ambacht van de Vrije Viskopers. De eerste die hierin werd vermeld was de Bourgondiër, meester Pierre Anchemant (Cuiseaux, 1460 - Bourg-en-Bresse, 1506), raadsheer van Maximiliaan van Oostenrijk, die in 1490 in Brugge trouwde met de erfdochter Maria van der Steene, vrouwe van Marke, Blommegem, Jacobvischbrugge en Noordvelde. Zijn vader, Jan Anchemant, was raadsheer van Karel de Stoute. 
Hij werd in 1493 lid van het viskopersambacht, samen met twaalf andere poorters. Dit gebeurde naar aanleiding van een uitbreiding van het aantal leden, met de goedkeuring van hertog Filips de Schone. Men moet zich niet voorstellen dat het om werkelijke visverkopers ging, maar om leden die gezamenlijk het ambacht en zijn kunstwerken in eigendom hadden en die individueel een of meerdere visstallen in eigendom hadden en die verhuurden aan de echte uitbaters. Hun lidmaatschap van het ambacht was erfelijk.
Hendriksken Anchemant, een achterkleinzoon van Pieter Anchemant, werd door zijn vader al in 1585, waarschijnlijk kort na zijn geboorte, als lid van het visambacht ingeschreven. Hij was een zoon van Hendrik Anchemant en Catharina Wynckelman en werd heer van Ponseele. Hij trouwde in 1611 met Margaretha Budsin († 1661). Het echtpaar kreeg acht kinderen die trouwden met kinderen uit de notabele Brugse families de Grass, van Caloen, Nieulant, van der Woestyne, de Lille en de Mazières.

## Stadsbestuurder
Vanaf 1624 tot aan zijn dood vervulde Anchemant ambten in het Brugse stadsbestuur, als volgt:
- 1624: raadslid
- 1629: raadslid
- 1633: burgemeester van de raadsleden
- 1636: burgemeester van de raadsleden
- 1637: burgemeester van de schepenen
- 1638: eerste schepen
- 1639: schepen
- 1640: burgemeester  van de schepenen
- 1641-1643: schepen. Hij overleed tijdens dit mandaat en werd opgevolgd door Willem Croquet.

Hendrik Anchemant was als schepen vaak aanwezig bij sessies van folteringen toegepast op van hekserij verdachte vrouwen.

## Bron
- Stadsarchief Brugge, Lijst van de Wetsvernieuwingen.